# Hygrochroa paulista
Hygrochroa paulista är en fjärilsart som beskrevs av Jones 1908. Hygrochroa paulista ingår i släktet Hygrochroa och familjen silkesspinnare. Inga underarter finns listade i Catalogue of Life.